# Thyrgis lacryma
Thyrgis lacryma är en fjärilsart som beskrevs av Paul Dognin 1919. Thyrgis lacryma ingår i släktet Thyrgis och familjen björnspinnare. Inga underarter finns listade i Catalogue of Life.